# Ракапоши
Ракапоши (урду راکاپوشی‎, англ. Rakaposhi) — горная вершина в Каракоруме на территории Гилгит-Балтистана в Пакистане. Расположена в центре долин Нагар и Багрот, примерно в 100 километрах к северу от города Гилгит. Ракапоши также известна как Думани («Мать тумана» или «Мать облаков»). Первое восхождение на Ракапоши было совершено 25 июня 1958 года членами английской экспедиции в Каракорум Майком Бэнксом и Томом Пэти.

## Физико-географическая характеристика
Вершина Ракапоши расположена в западной части горной системы Каракорум в административной территории Пакистана Гилгит-Балтистан. Высота вершины Ракапоши составляет 7788 метров над уровнем моря.
Родительской вершиной по отношению к вершине Ракапоши является пакистанская вершина Батура-Сар высотой 7795 метров, расположенная приблизительно в 40 километре к северу. Нижняя точка между двумя вершинами расположена на высоте 4970 метров, таким образом, относительная высота вершины Ракапоши составляет 2818 метров.

## История восхождений
Первое успешное зарегистрированное восхождение на Ракапоши было совершено 25 июня 1958 года членами британской экспедиции в Каракорум Майком Бэнксом (руководитель экспедиции) и Томом Пэти по юго-западному хребту. 20 мая был установлен базовый лагерь экспедиции на высоте около 4200 метров. Осада горы, осложняемая непрекращающимися снегопадами, лавинами и метелями, продолжалась более месяца. За это время было установлено 6 промежуточных лагерей с самым верхним на высоте около 7200 метров. Несмотря на плохую погоду и сильный шторм, 25 июня Майк Бэнкс и Том Пэти вышли на штурм вершины из верхнего лагеря. Спустя примерно 5 часов Майк и Том успешно достигли вершины, не используя дополнительный кислород, после чего спустились в штурмовой лагерь. Через три дня все альпинисты вернулись в базовый лагерь.
До 1958 года было предпринято в общей сложности 6 попыток восхождения на Ракапоши, но все они окончились неудачно. Впоследствии Майк Бэнкс описал восхождение 1958 года, а также историю всех предыдущих попыток, в книге «Rakaposhi».
В 2019 году японские альпинисты Кадзуя Хираидэ и Кэнро Накасима совершили первое восхождение на Ракапоши по южной стене, ранее непройденной, и юго-восточному гребню. При этом первоначальной целью экспедиции была вершина Тирич-Мир, высочайшая вершина Гиндукуша, но пакистанское правительство отказало им в разрешении на восхождение. Так как к этому времени Кадзуя Хираидэ и Кэнро Накасима уже были в Пакистане, они изменили свой план и решили совершить восхождение на Ракапоши. Альпинисты прибыли в базовый лагерь Ракапоши на высоте 3660 метров 16 июня 2019 года. Акклиматизация заняла 11 дней, во время которой они поднялись на высоту 6100 метров по пути будущего подъёма. 27 июня Кадзуя и Кэнро вышли на восхождение из базового лагеря, которое завершилось успешно — 2 июля в полдень они достигли вершины. На следующий день они вернулись в базовый лагерь по пути подъёма.
В 2020 году восхождение Кадзуя Хираидэ и Кэнро Накасимы было удостоено высшей награды в альпинистском мире «Золотого Ледоруба». Несмотря на то, что в сравнении с другими лауреатами премии их маршрут был технически проще, жюри отметило большой набор высоты, а также стиль и самоотверженность Кадзуя и Кэнро при восхождении на редко посещаемую гору.